# جبل طورة
جبل طورة أو مزرعة طورة هي إحدى القرى اللبنانية من قرى قضاء جزين في محافظة الجنوب.